# C21H16
化学式C21H16（摩尔质量：268.352 g/mol）可能指：
- 3-甲基胆蒽，CAS号：56-49-5
- 5-甲基胆蒽，CAS号：63041-78-1

|  | 这个同类索引页列出了具有相同分子式的化学物（即同分異構體）条目。 除非您是有意链接至本页，否则应将相应条目的内部链接指向正确的条目。 |